# سكة حديد نيروبي
سكة حديد نيروبي هي محطة سكة حديد تقع في نيروبي، كينياعلى خط سكة حديد أوغندا المتري، وكانت تقدم خدماتها سابقًا إلى مومباسا ثلاث مرات في الأسبوعومع ذلك، في عام 2017 تولى خط سكة حديد مومباسا-نيروبي القياسي الجديد تقديم الخدمات إلى مومباسا، بدءًا من محطة نيروبي الجديدة في سيوكيماو، على بعد 20 كم من منطقة الأعمال المركزية في نيروبي.

## التاريخ
شُيّدت المحطة عام 1899، وشهدت إضافات هيكلية طوال القرن العشرين. تقع في موقع أول مبنى حجري في نيروبي عام 1904، والذي كان كنيسة كاثوليكية، وتجتمع هذه الكنيسة الآن في كاتدرائية بازيليكا العائلة المقدسة.
مع إغلاق خط السكك الحديدية بين كينيا وتنزانيا عام 2006، توقفت خدمات السكك الحديدية بين البلدين، مع ذلك، يوفر خط حافلات النقل الدولي بين نيروبي وأروشا، وتستغرق الرحلة حوالي خمس ساعاتفي عام 2012، افتتحت الحكومة الكينية خدمة مترو جديدة من محطة نيروبي إلى ضاحية سيوكيماو، وستستقبل سيوكيماو بضعة قطارات يوميًا، على الرغم من الانتقادات التي وُجّهت إليها بأن تكلفة التذكرة قد تتجاوز متوسط الأجر اليومي.

## المتحف
في عام 1971، أنشأت هيئة السكك الحديدية والموانئ في شرق أفريقيا متحف نيروبي للسكك الحديدية للحفاظ على تاريخ السفر بالسكك الحديدية في شرق أفريقيا وعرضه، ويرتبط المتحف بالخط الرئيسي عبر السكك الحديدية، مما يتيح رحلات بخارية على قاطرات مُرممة.